# 山村雅昭
山村 雅昭（やまむら がしょう、1939年 - 1987年2月28日）は、日本の写真家である。

## 経歴
1939年、大阪府に生まれる。
10代の頃より、カメラ雑誌のコンテストで多数の入選を果たした。1962年、日本大学芸術学部写真学科を卒業する。1967年、自身にとって初の個展「奢りへの戴冠」が村松画廊にて開催される。1976年、個展「植物に」がニコンサロンにて開催され、写真集『植物に』がTBデザイン研究所より刊行される。同年、第1回伊奈信男賞を受賞した。
1987年2月28日、死去。47歳没。

## 写真集
- 植物に（1976年、TBデザイン研究所）
- 花狩（1988年、アドバタイズ・コミュニケーション）
- MONOCHROME 写真集 山村雅昭の仕事（1999年、光村印刷）
- ワシントンハイツの子供たち（2012年、山羊舎）